# Câmara de Lobos
Câmara de Lobos – miasto i gmina w Portugalii, w Regionie Autonomicznym Madera, zlokalizowana we wschodniej części wyspy Madera, nad Oceanem Atlantyckim.
Gmina Câmara de Lobos zajmuje obszar 52,14 km², z czego na miasto Câmara de Lobos przypada 7,74 km² powierzchni. Według danych na 2021 r. gmina liczy 32 162 mieszkańców, natomiast miasto 16 556 osób.

## Historia
Uważa się, że lokalizacja obecnego miasta jest pierwotnym miejscem przybicia do brzegu portugalskiego odkrywcy João Gonçalvesa Zarco w 1419 r., któremu przypisuje się odkrycie Madery. Odkrywca zauważył wąski skalny półwysep, który rozciągał się do oceanu, i inny w pobliżu, który utworzył naturalny port podobny do amfiteatru, który mógł chronić statki przed sztormami atlantyckimi. Tam Zarco i jego ludzie znaleźli również dużą kolonię zwierząt morskich, która stała się powodem nadania temu obszarowi nazwy Câmara de Lobos.
Miejscowość stała się sławna po wizycie Winstona Churchilla 8 stycznia 1950. Krótka obecność byłego premiera Wielkiej Brytanii wpłynęła na rozwój turystyki. 3 sierpnia 1996 uzyskała ona prawa miejskie, stając się tzw. cidade.

## Geografia
Câmara de Lobos jest miejscowością z największym (45%) udziałem młodzieży poniżej 25. roku życia na Maderze. Położona jest w strefie metropolitalnej Funchal, od wschodu ograniczona jest przez Funchal (przez parafię Estreito de Câmara de Lobos); od zachodu przez gminę Ribeira Brava i strome klify Cabo Girão (mylnie określany jako drugi co do wysokości klif w Europie, sięgający ok. 580 m n.p.m.); a na północy gminy Santana i São Vicente (oraz górę Pico de Arieiro); od południa graniczy z Oceanem Atlantyckim.

## Gospodarka
Chociaż rolnictwo i rybołówstwo są nadal uważane za główne źródła dochodów, obszar ten rozrósł się jako rozszerzenie przemysłu turystycznego w sąsiednich gminach. Jej lokalne perspektywy rozwoju związane są z rozwijającym się rynkiem turystycznym, a od sześciu wieków historii związany jest z rybołówstwem i rolnictwem, w szczególności z bananami i innymi owocami występującymi na wyspie. Ponadto wino Madera, ważny przemysł na wyspie, nadal napędza uprawę lokalnych winnic.

## Sport
Miasto ma klub piłkarski CSD Câmara de Lobos, obecnie rywalizujący w Campeonato de Portugal. Swoje mecze rozgrywa na Estádio Municipal de Câmara de Lobos (Stadion Miejski w Câmara de Lobos) o pojemności 2500 miejsc.

## Galeria

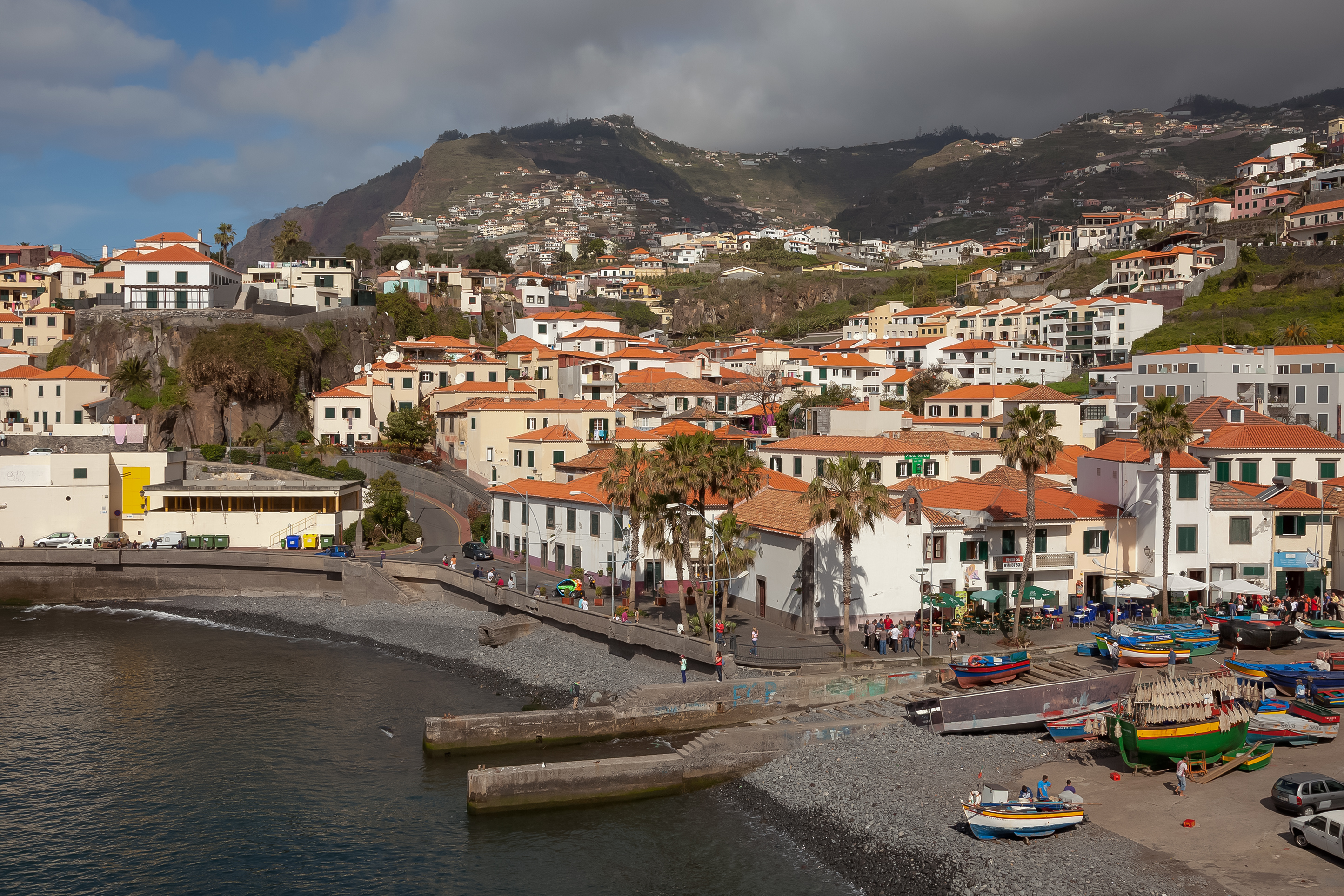
Port rybacki
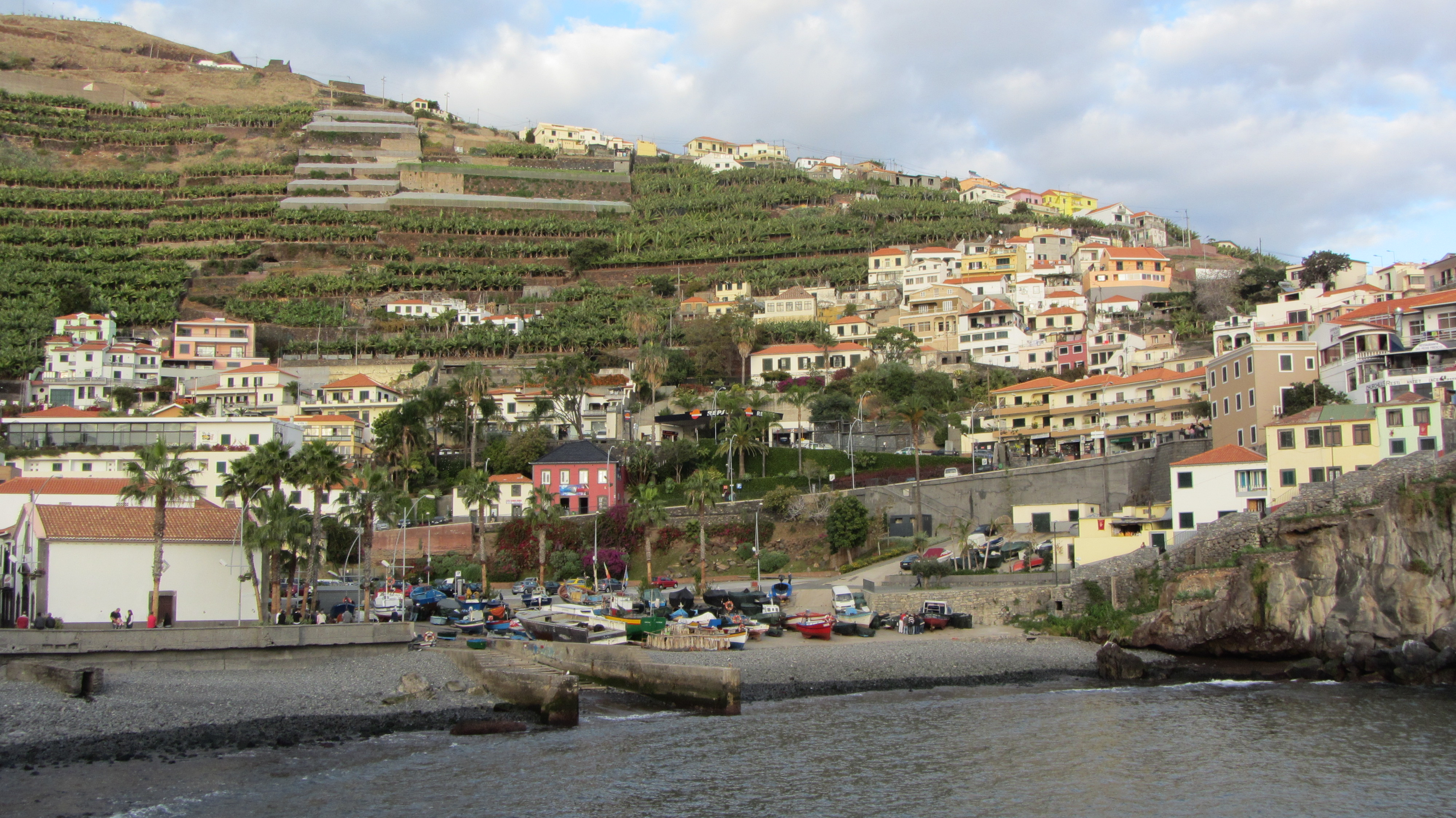
Widok na miasto i wybrzeże
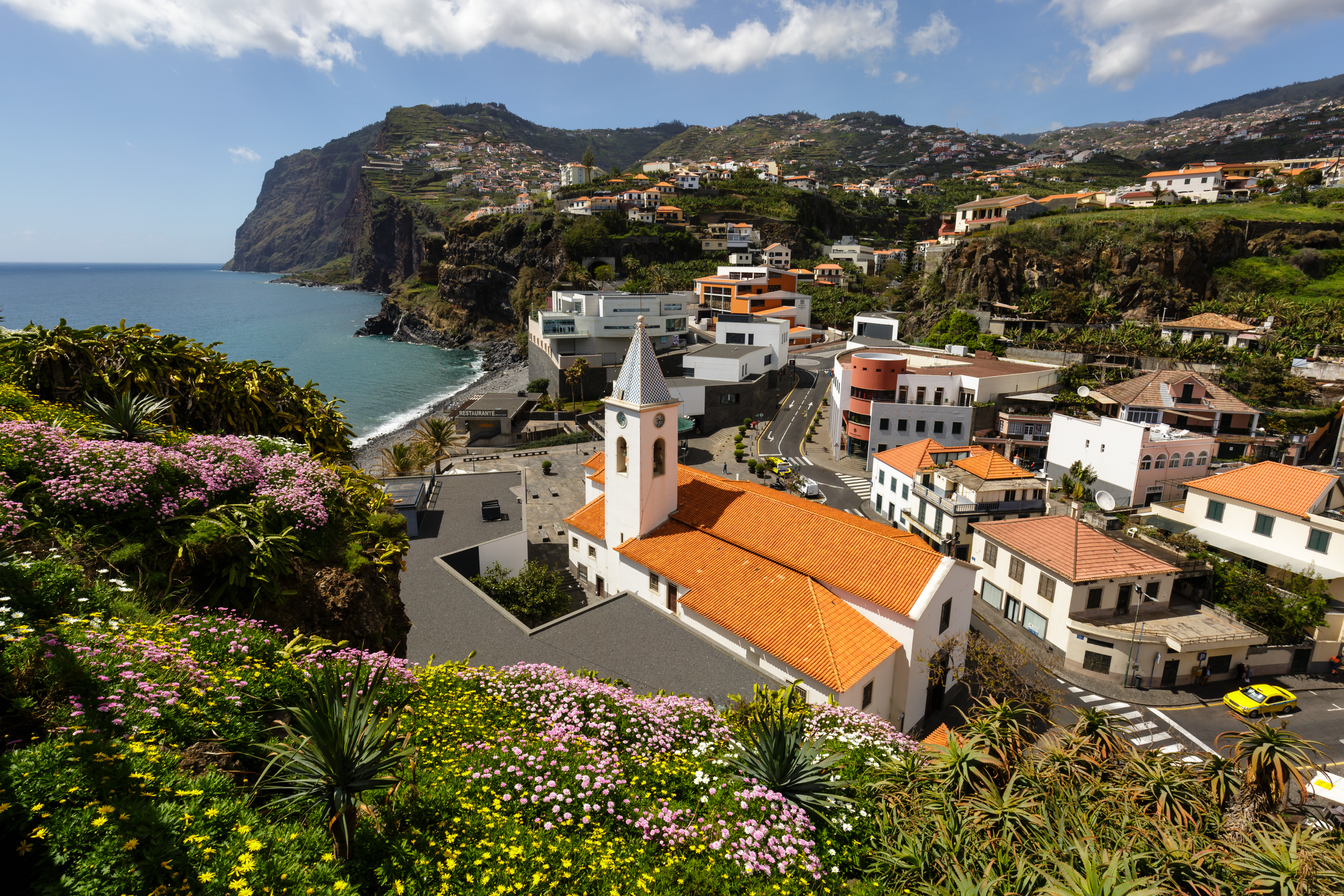
Widok na miasto i wybrzeże
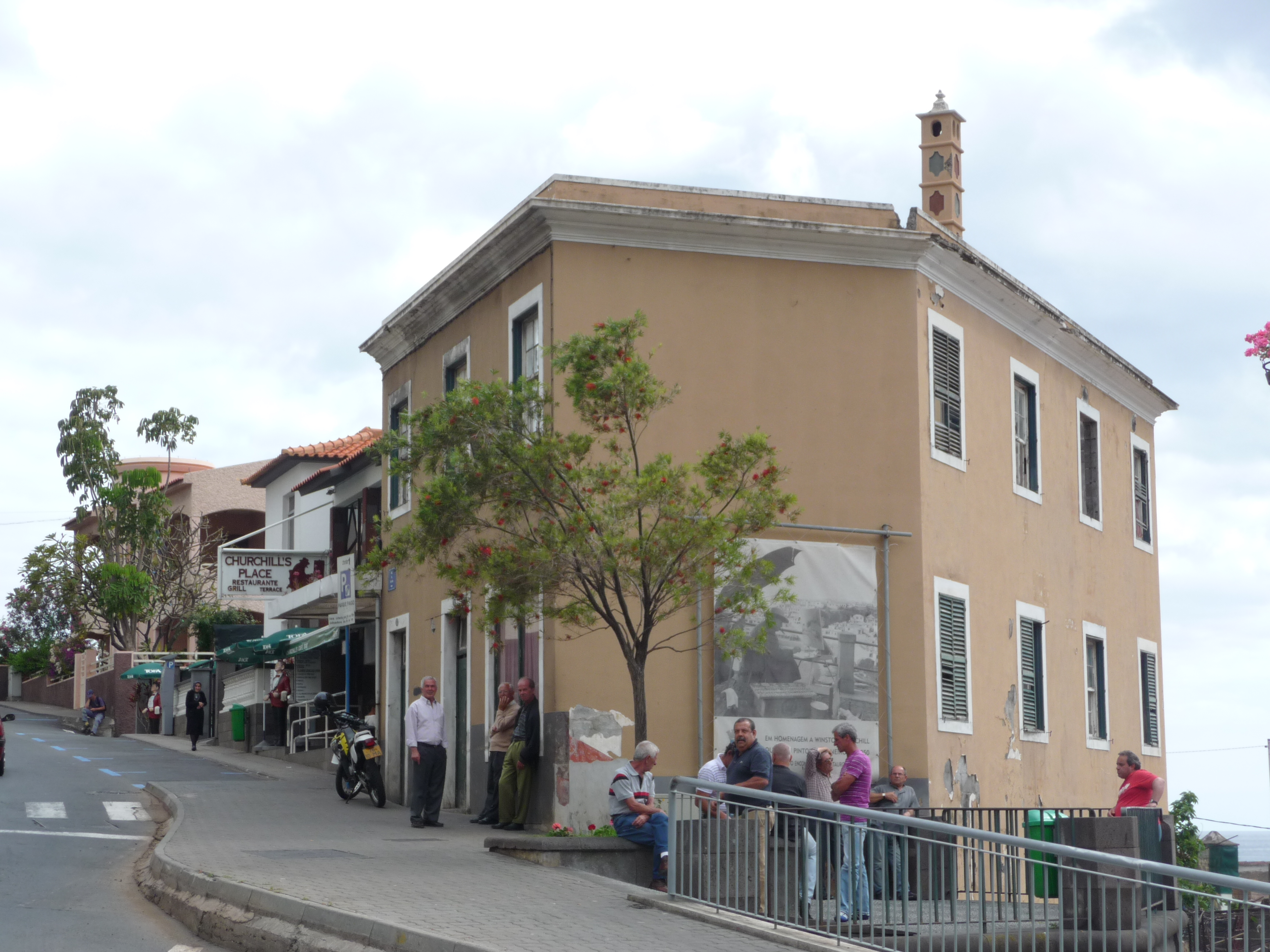
Punkt malarski Churchilla
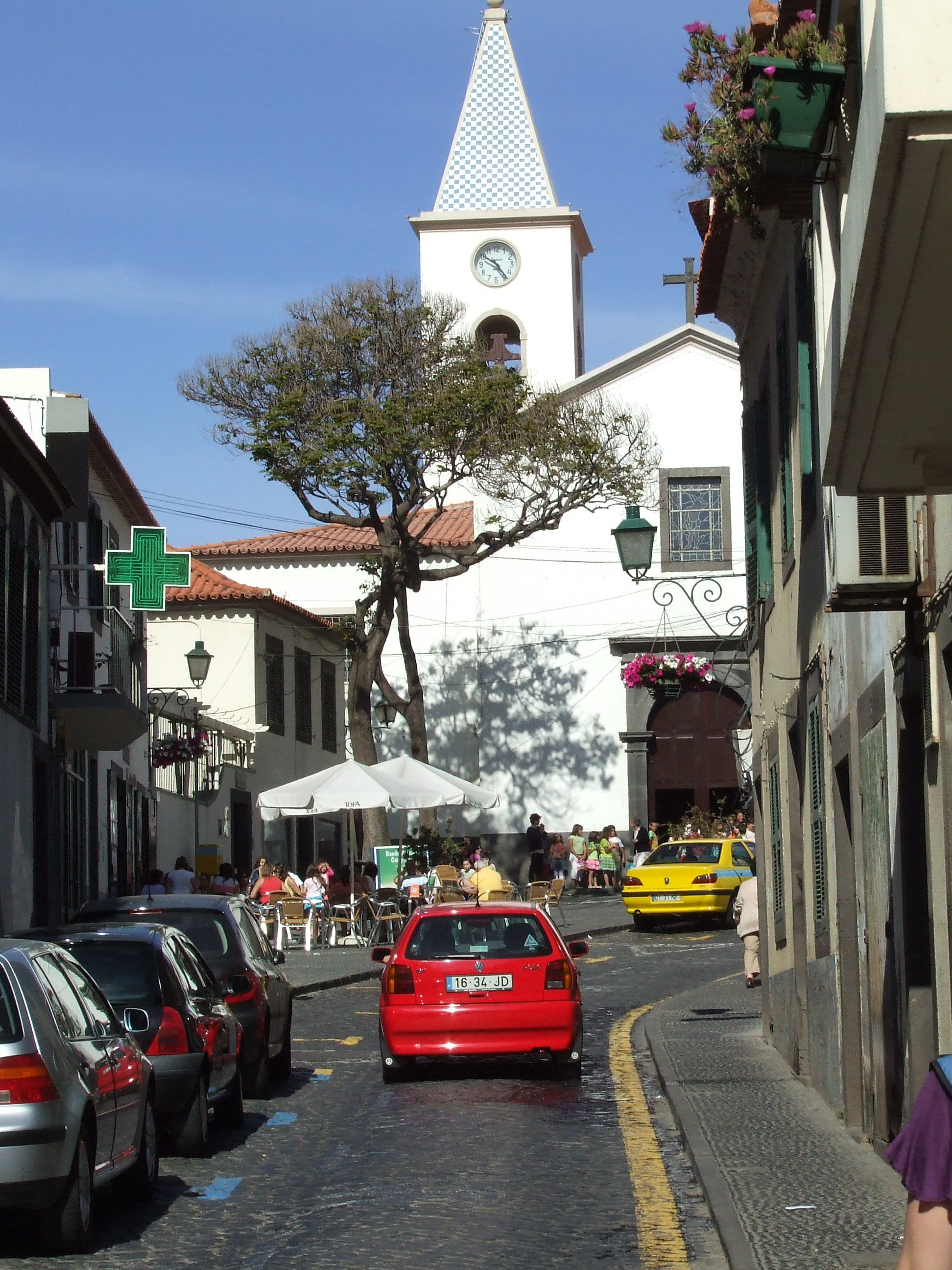
Kościół São Sebastião
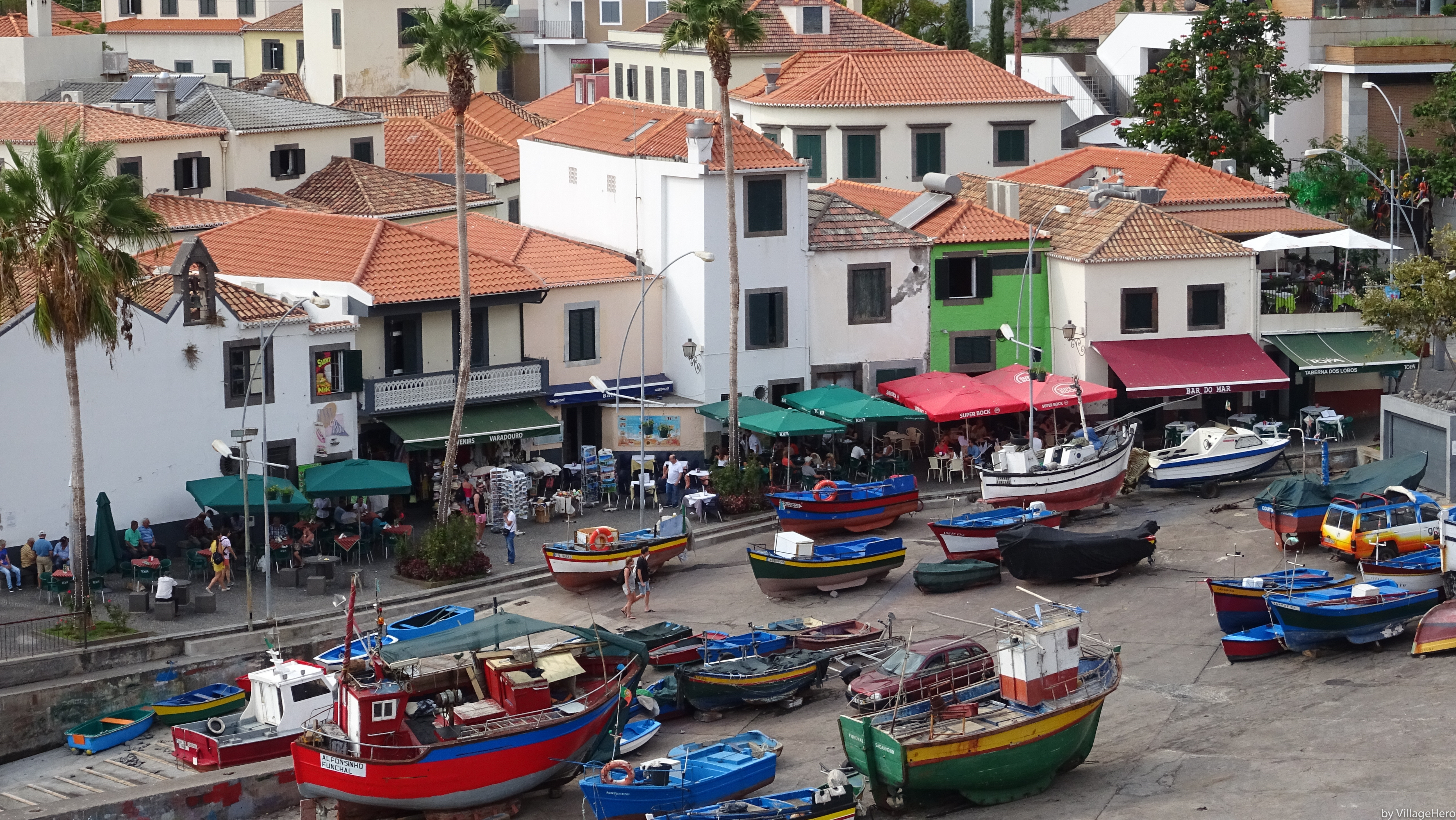
Łodzie rybackie na nabrzeżu
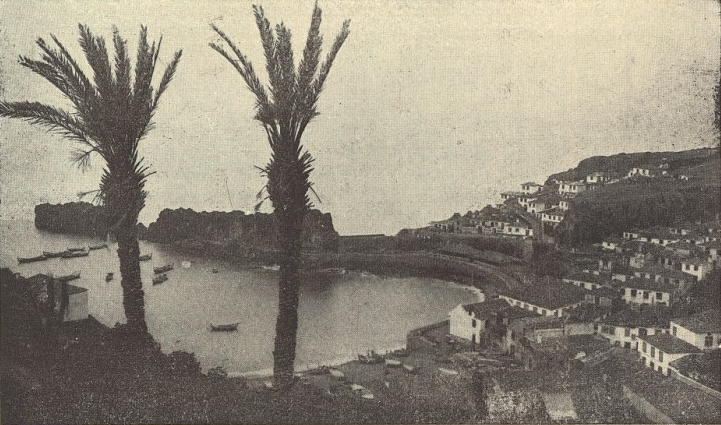
Câmara de Lobos 1 czerwca 1949 roku
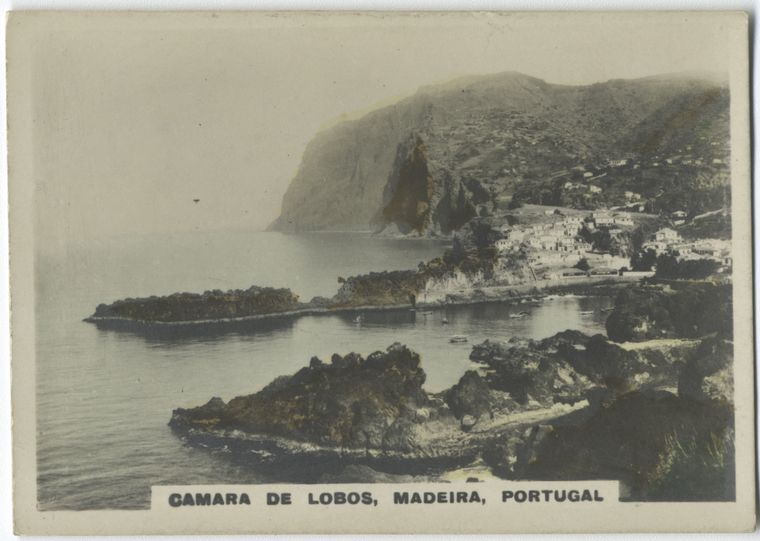
Pocztówka ze zdjęciem miasta (1919-1929)